# Олійник Валентина Петрівна
Олійник Валентина Петрівна — радянський, український режисер по монтажу. Заслужений працівник культури України (1996).

## З життєпису
Народ. 13 березня 1940 р. у с. Котли Ленінградської обл.
Закінчила Одеський політехнічний інститут (1964) та Курси підвищення кваліфікації Держкіно СРСР (1983).
З 1963 працює на Одеській кіностудії.
Член Національної Спілки кінематографістів України.

## Фільмографія
- «Приходьте завтра...» (1963)
- «Товариш пісня» (1966)
- «Від снігу до снігу» (1968)
- «Білий вибух» (1969)
- «Щасливий Кукушкін» (1970)
- «Валерка, Ремка + ...» (1970)
- «Довгі проводи» (1971)
- «Життя та дивовижні пригоди Робінзона Крузо» (1972)
- «Про Вітю, про Машу і морську піхоту» (1973)
- «Рейс перший, рейс останній» (1974)
- «Любі мої» (1975)
- «Весна двадцять дев'ятого» (1975, т/ф)
- «У нас новенька» (1977, у співавт.)
- «Ненависть» (1977)
- «Особливо небезпечні...» (1979)
- «Хліб дитинства мого» (1979)
- «Місце зустрічі змінити не можна» (1979)
- «Діалог з продовженням» (1980)
- «Пригоди Тома Сойєра і Гекльберрі Фінна» (1981)
- «Бережіть жінок» (1981)
- «Серед сірих каменів» (1983)
- «У пошуках капітана Гранта» (1985, у співавт.)
- «Зміна долі» (1987)
- «Обранець долі» (1987)
- «Десять негренят» (1987)
- «Кримінальний талант» (1988)
- «Астенічний синдром» (1989)
- «Заручниця» (1990)
- «Любов. Смертельна гра...» (1991)
- «Кур'єр на Схід» (1991)
- «Хочу вашого чоловіка» (1992)
- «Нальот»/Налётъ (рос.) (1993)
- «Захоплення» (1994)
- «Поїзд до Брукліна» (1995)
- «Три історії» (1997)‎
- «Лист до Америки» (1999)
- «Чек» (2000, у співавт.)
- «Чеховські мотиви» (2002)
- «Настроювач» (2004)
- «Вічне повернення» (2012) та ін.